# Caroline Botgorschek

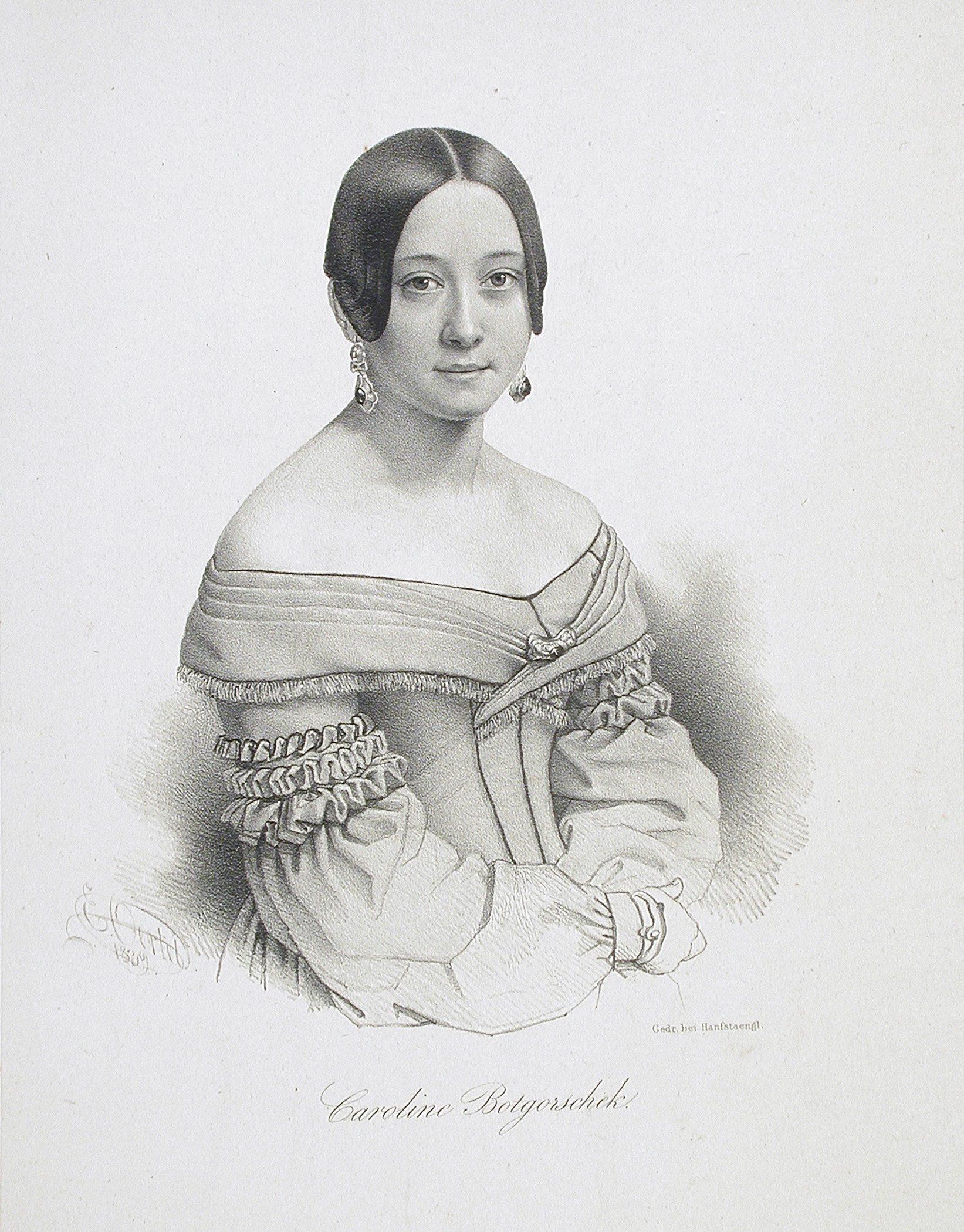
Caroline Botgorschek, Lithographie von Ernst Ferdinand Moritz Oertel, 1839

Caroline Botgorschek, verheiratete Caroline Feuchere (* 21. Mai 1815 in Wien, Kaisertum Österreich; † 7. Oktober 1875 in Nismes, Belgien) war eine österreichische Opernsängerin (Alt).

## Leben
Caroline Botgorschek durchlief eine Ausbildung am Wiener Konservatorium und  bildete ihre Stimme bei Mozatti und Giuseppe Ciccimara weiter aus. 1835 wurde sie an das Theater am Kärntnertor engagiert. Sie debütierte dort als „Arsace“ in „Semiramis“, verließ das Theater jedoch bald und folgte einem Ruf an das Hoftheater in Dresden, wo sie ihr Engagement in einer Rolle in der Oper Tancredi antrat. 1840 verließ sie Dresden mangels Beschäftigung und ging auf eine Kunstreise. Danach zog sie sich ins Privatleben zurück.
1844 heiratete sie den französischen Dekorationsmaler und Departementarchitekten Feuchere und lebte einige Zeit in Paris. Nach dem Tod ihres Mannes zog sie nach Nismes, wo sie auch starb.